# La Géante du Titanic et le Scaphandrier
La Géante du Titanic et le Scaphandrier est un spectacle de la troupe Royal de luxe. La première représentation a eu lieu à Nantes du 5 au 7 juin 2009, en ouverture de la biennale d'art contemporain Estuaire.
Le spectacle met en scène la Petite Géante, une marionnette de 5,5 m pour 800 kg, déjà vue dans plusieurs spectacles de Royal de Luxe, et son oncle le Géant (10 m pour 2,5 t), apparu pour la première fois au Havre en 1993, et revêtu pour cette nouvelle production d'une combinaison de scaphandrier.
Le scaphandrier apporte avec lui la malle postale du Titanic, qu'il a extraite de l'océan pour en délivrer le contenu. 90 000 lettres de passagers fictifs du Titanic (quelques exemples) sont ainsi distribuées à coups de canon aux spectateurs.
La représentation de Nantes a attiré jusqu'à 100 000 personnes à son point culminant, le samedi 6 juin en fin d'après-midi, moment où la nièce et son oncle se sont retrouvés après avoir déambulés dans les rues de Nantes chacun de leur côté.
Le lendemain, la Petite Géante et le Scaphandrier rejoignaient Saint-Nazaire en descendant la Loire sur un bateau. la Petite Géante descendit seule du navire pour s'offrir un petit tour dans le port et s'endormir dans une chaise longue du côté de l'ancienne base sous-marine.
Après Nantes, le spectacle sera joué à Berlin en octobre 2009, à l'occasion des 20 ans de la chute du mur. Les lettres de passagers du Titanic seront remplacées par des lettres des archives de la Stasi.

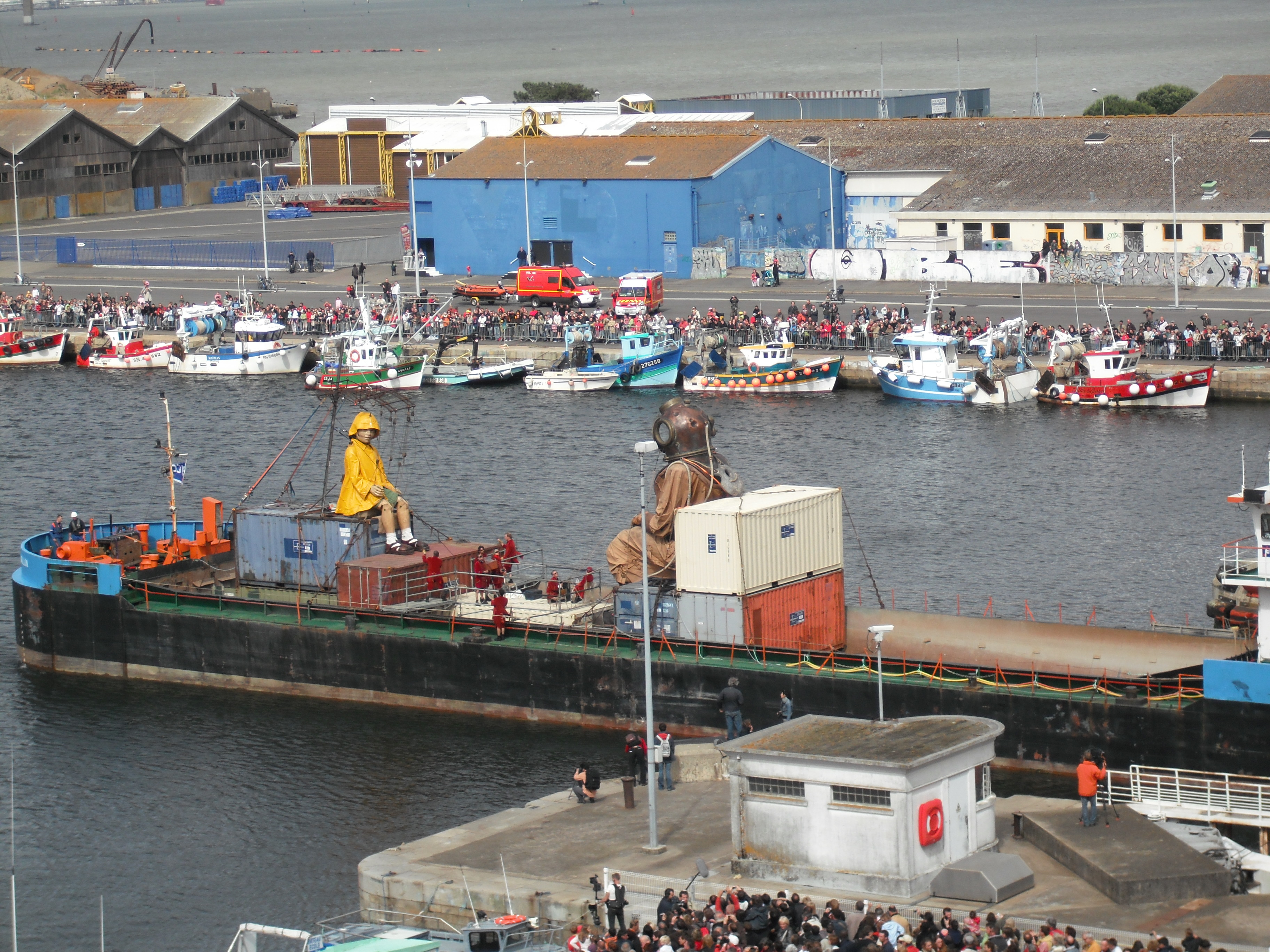
Arrivée de la péniche
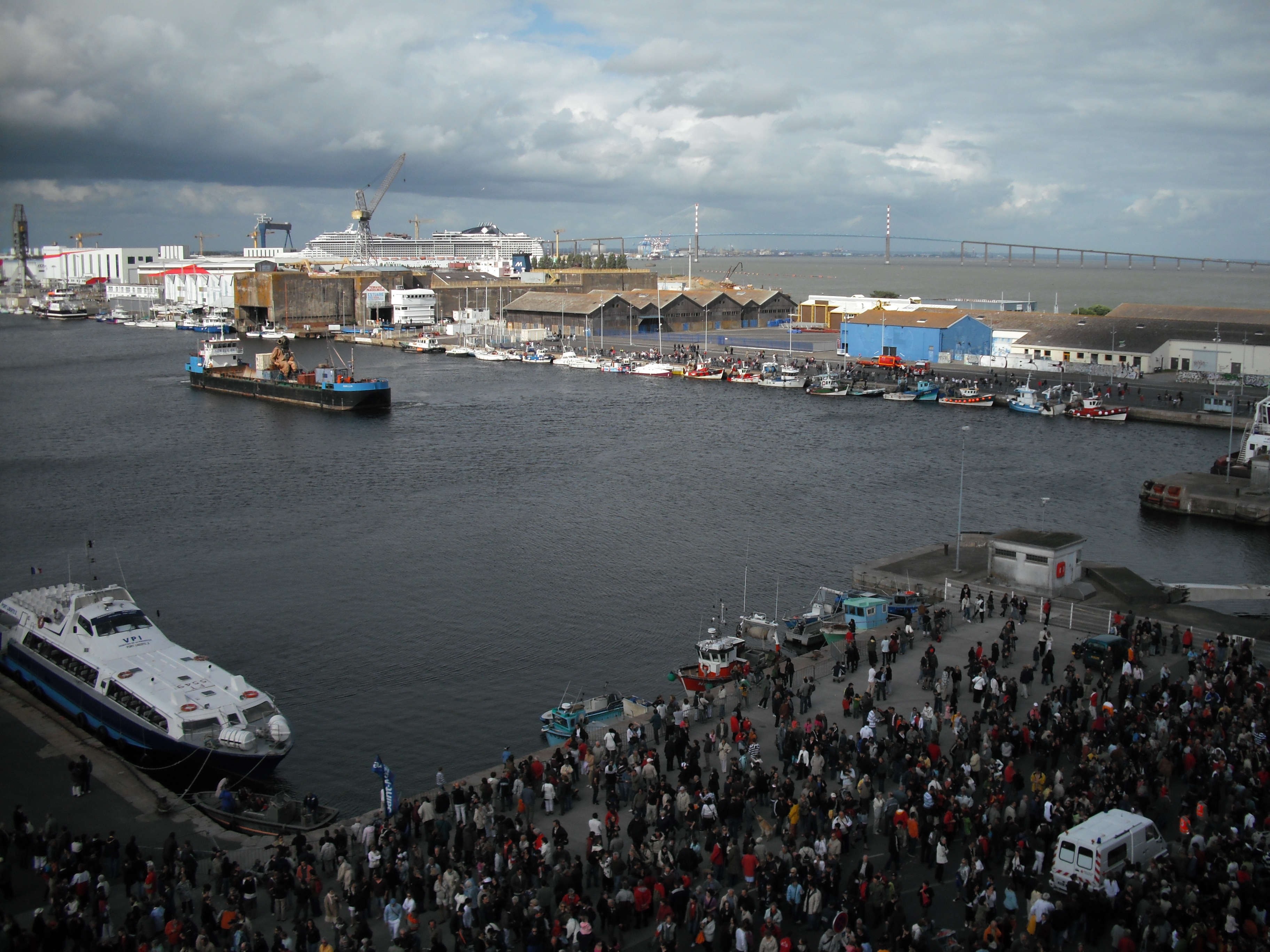
Le Scaphandrier
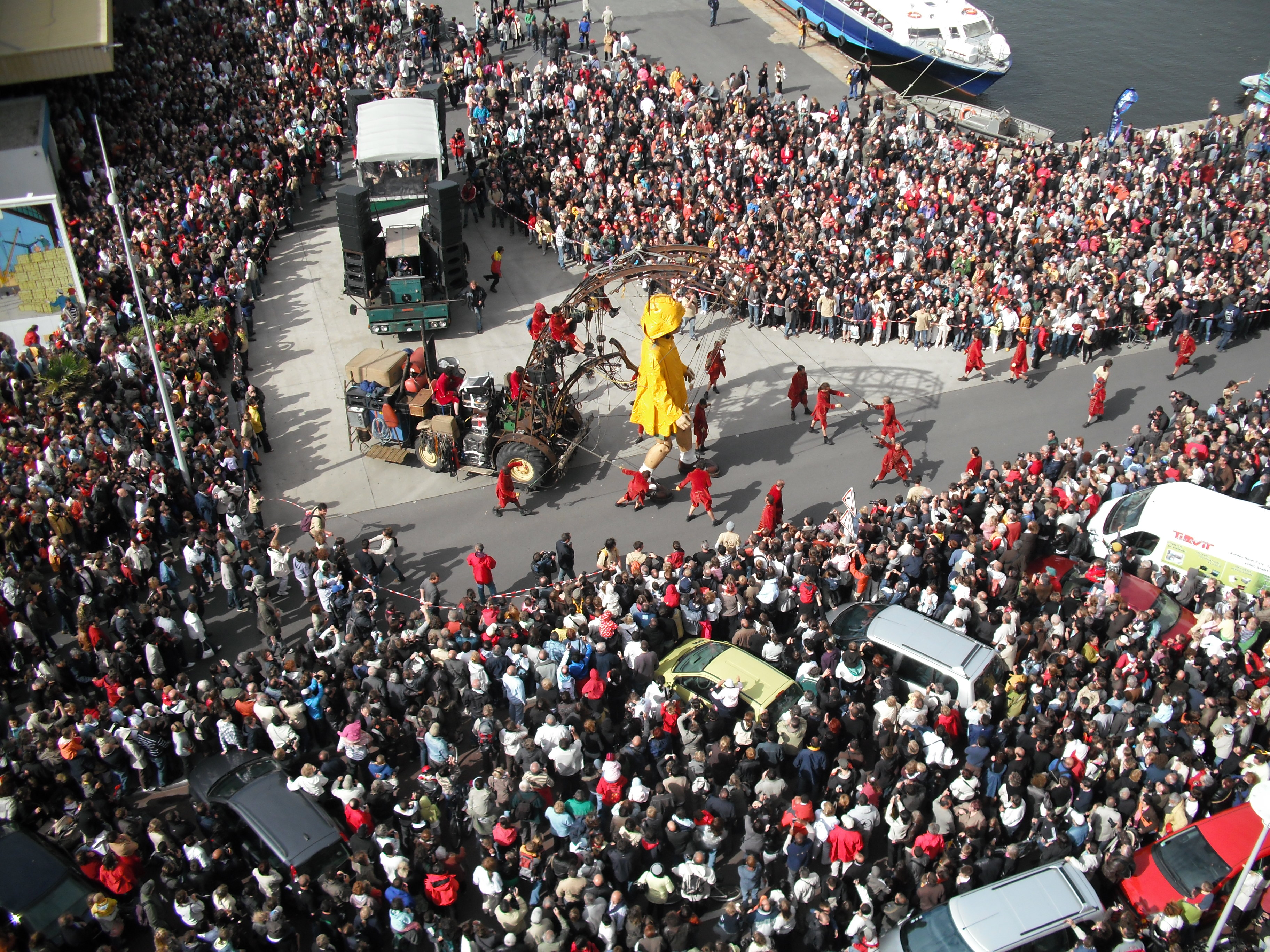
Cortège et public
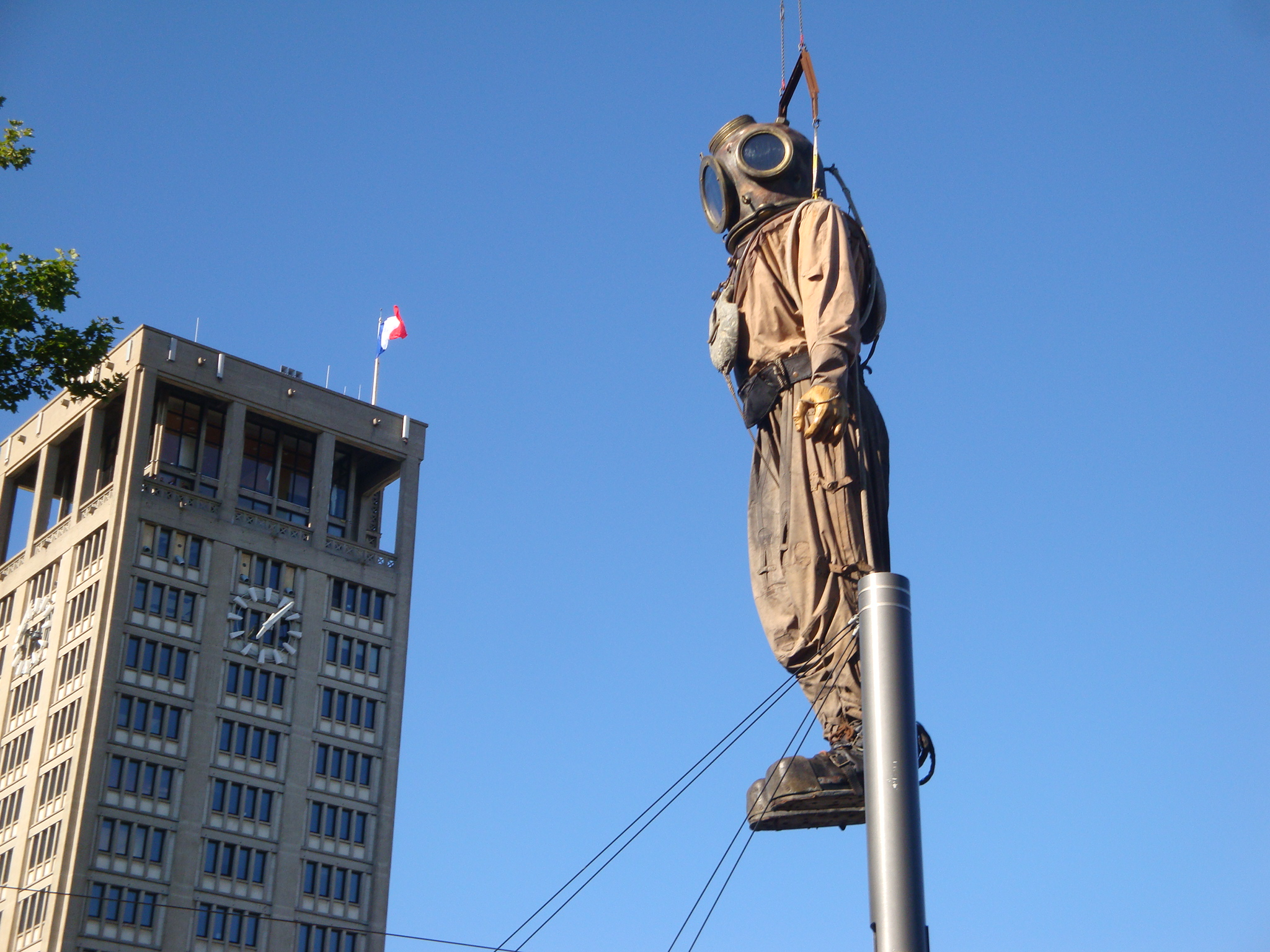
Le Scaphandrier au Havre en 2017